# Henrik Ipsen (Schauspieler)
Henrik Ipsen (* 1. Dezember 1966 in Dänemark) ist ein dänischer Schauspieler.

## Leben
Henrik Ipsen schloss 1993 seine Schauspielausbildung am Odense Teater. Anschließend blieb er dem Theater als festes Ensemblemitglied bis 1998 erhalten. Seitdem war er unter anderem in Aufführungen vom Team Teatret, Aarhus Teater, Holbæk Egnsteater und dem Odsherred Teater. Parallel dazu war er auch auf der Leinwand zu sehen. Er spielte zwar von 1999 bis 2000 in der Familienserie Morten Korch – Ved stillebækken mit seiner Darstellung des Knud Stillebæk eine Hauptrolle, aber war seitdem nur noch vereinzelt in mehreren Kurzfilmen und in kleinen Nebenrollen in Produktionen wie Klovn und Headhunter zu sehen.

## Filmografie (Auswahl)
- 1999–2000: Morten Korch – Ved stillebækken (Fernsehserie, 26 Folgen)
- 2005–2009: Klovn (Fernsehserie, zwei Folgen)
- 2006: Princess
- 2009: Headhunter
- 2009: Be Here Now
- 2013: Det grå guld
- 2017: Die Wege des Herrn (Herrens Veje, Fernsehserie, 1 Folge)
- 2019: Follow the Money (Bedrag, Fernsehserie, 1 Folge)
- 2020–2021: Small Town Criminals – Vollzeiteltern, Teilzeitgauner (Friheden, Fernsehserie, 3 Folgen)
- 2020: Wenn die Stille einkehrt (Når støvet har lagt sig, Fernsehserie, 1 Folge)
- 2021: White Sands – Strand der Geheimnisse (Hvide Sande, Fernsehserie, 2 Folgen)